# Piero Gemelli
Piero Gemelli (Roma, 29 giugno 1952) è un fotografo italiano.

## Biografia
Architetto artista e fotografo, Piero Gemelli nasce a Roma nel 1952. Nel 1983 si trasferisce a Milano, dove nel 1987 apre un proprio studio. Conosciuto in particolare per il suo lavoro come fotografo di moda, beauty e still-life, ha realizzato campagne e immagini pubblicitarie per noti marchi internazionali, tra cui Tiffany, Gucci, Ferré, Lancôme, Estée Lauder, Revlon e Shiseido. Considerato uno dei fotografi di moda italiani più importanti a livello internazionale, è stato a lungo collaboratore di Vogue e ha partecipato a numerose esposizioni. In ordine cronologico, la mostra personale Idea Progettata - fotografie 1983-1993 (Il Diaframma, Milano, 1994), 20 anni di Vogue Italia 1964 - 1984 (Milano, 1985), À propos de la photographie italienne (Musée de l’Elysée, Losanna, 1992), Lo sguardo Italiano - fotografie di moda dal 1951 a oggi (Rotonda Besana, Milano 2005), Dettagli di Moda (Villa Filippini, Besana Brianza, 2009), W(H)O-MAN (MyOwnGallery, Milano, 2010), Piero Gemelli, Vintage Prints (Still Gallery, Milano, 2016), An Interior Life (Milano 2019) mostra a cura di Maria Vittoria Baravelli, nella propria casa/studio durante MIART e il Salone del Mobile.
Per quanto riguarda le pubblicazioni editoriali, nel 1993 esce la monografia Piero Gemelli: Fotografie 1983-1993 con introduzione di Natalia Aspesi, mentre nell'ottobre 2021 Editori Paparo pubblica il libro Piero Gemelli, fotografie e storie immaginate, a cura di Maria Vittoria Baravelli. Il libro racconta la storia di Piero Gemelli, del suo lavoro e del pensiero alla base di esso, giocato tra arte e fotografia, un racconto polifonico di più autori: Riccardo Falcinelli, Emanuele Coccia, Emiliano Ponzi, Carla Sozzani, Antonio Mancinelli, Carrie Scott, Alessandro Calascibetta e Maria Savarese.
L’ultima mostra personale, una retrospettiva con oltre cento opere, tra fotografie, disegni e sculture di fil di ferro, si è tenuta al Palazzo delle Arti di Napoli nell'autunno 2021. Intitolata Piero Gemelli - La Bellezza Svelata, fotografie e storie immaginate, la mostra è stata curata da Maria Savarese e Maria Vitoria Baravelli in collaborazione con l'Assessorato all'Istruzione, alla Cultura e al Turismo del Comune di Napoli e Camera Nazionale della Moda.
Gemelli lavora anche come direttore artistico e architetto nell'ambito del design e dell'arredamento e affianca al suo lavoro professionale una propria produzione artistica di fotografia, grafica e scultura.

## Mostre principali
- 20 anni di VogueItalia 1964-1984 (Milano, 1985)
- À propos de la photographie italienne (Musée de l’Elysée, Losanna -1992)
- Idea Progettata-fotografie 1983–1993 (Milano, 1994)
- Lo sguardo Italiano - fotografie di moda dal 1951 a oggi, (Rotonda Besana, Milano 2005)
- Dettagli di Moda (Villa Filippini-Besana Brianza, October 2009)
- W(H)O-MAN (MyOwnGallery, Milano January 2010)
- Piero Gemelli, Vintage Prints (Still Gallery, Milan, 2016)
- An Interior Life (Milan, 2019)
- LA BELLEZZA SVELATA, fotografie e storie immaginate (PAN, Napoli, 2021)

## Opere
- Piero Gemelli: Fotografie 1983-1993, (Art Studio/Idea Books,1993, Milano)
- Piero Gemelli, fotografie e storie immaginate (Editori Paparo, 2021, Napoli)